# ماریا تریسا آندوئه‌تو

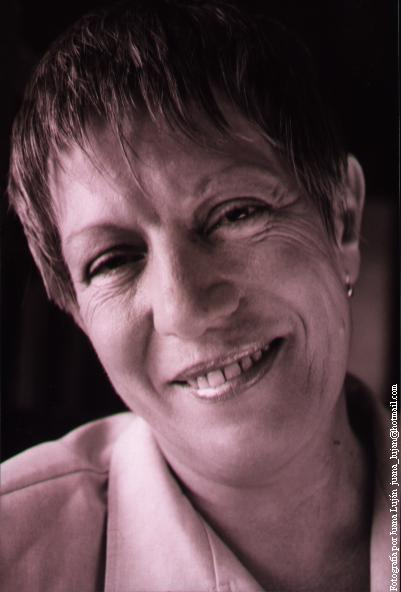
ماریا تریسا آندوئه‌تو در سال ۲۰۰۸(?)

ماریا تریسا آندوئه‌تو (زاده:۲۶ ژانویه ۱۹۵۴) نویسندهٔ آرژانتینی است. او شعر سروده، رمان، نمایشنامه و کتابهایی برای کودکان نوشته‌است. وی به دلیل سهم ماندگارش در ادبیات در سال ۲۰۱۲ جایزه هانس کریستیان آندرسن را دریافت کرد.

## زندگی
ماریا تریسا آندوئه‌تو در آرژانتین زاده شد. والدینش اهل پیمونت ایتالیا بودند. او کودکی‌اش را در شهر آلیوای کوردوبا گذراند.وی به عنوان معلم آموزش دیده و هم در مدارس ابتدایی و هم متوسطه کار کرده‌است. او دو دختر دارد و با شوهرش در استان کوردوبا، آرژانتین زندگی می‌کند.